# Colegio Oficial de Arquitectos de Extremadura
El Colegio Oficial de Arquitectos de Extremadura (COADE) es un colegio profesional que aglutina a los arquitectos de Extremadura (España). 

## Naturaleza
El Colegio Oficial de Arquitectos de Extremadura es una corporación de derecho público constituida con arreglo a la Ley e integrada por quienes ejercen la profesión de arquitecto y tienen fijado el domicilio profesional, único o principal, en la comunidad autónoma de Extremadura, así como por los titulados que, sin ejercerla, se hallen voluntariamente incorporados al mismo.
El Colegio Oficial de Arquitectos de Extremadura tiene personalidad jurídica propia y plena capacidad de obrar para el cumplimiento de sus fines.

## Fines del COADE
Son fines esenciales del Colegio Oficial de Arquitectos de Extremadura:
a) Procurar el perfeccionamiento de la actividad profesional de sus colegiados garantizando su libertad de actuación en su ejercicio profesional.
b) Ordenar y promover, en el marco de las Leyes, el ejercicio profesional.
c) Representar y defender los intereses generales de la profesión, en particular en sus relaciones con los poderes públicos.
d) Defender los derechos e intereses profesionales de sus miembros.
e) Velar por la observancia de la deontología de la profesión y por el respeto debido a los derechos de los ciudadanos.
f) Realizar las prestaciones de interés general propias de la profesión de arquitecto que consideren oportunas o que les encomienden los poderes públicos con arreglo a la Ley, con el alcance, contenido, medios materiales y económicos que, en su caso, se atribuyan.
g) Contribuir a la satisfacción de los intereses generales derivados de los principios rectores socioeconómicos constitucionales relacionados con la Arquitectura considerada como función social y por extensión del medio en que se desenvuelve la actividad humana (ciudad y territorio), tanto en lo relativo a los valores culturales como a los medioambientales.
h) Implicar la actividad de los arquitectos en la colaboración y acción solidaria dentro y fuera de los límites administrativos de la comunidad autónoma de Extremadura.
i) Fomentar la difusión y el conocimiento de la arquitectura de la región y del trabajo de los arquitectos colegiados, dentro y fuera de Extremadura.

## Historia
Se fundó en 1981 tras la inclusión de antiguas demarcaciones que pertenecían a los colegios de Sevilla (Badajoz) y Madrid (Cáceres). Hasta el año 2005, en que se aprobaron unos nuevos estatutos, el Colegio estaba formado por dos delegaciones provinciales con bastante independencia entre sí. En la actualidad sin embargo el Coade tiene una estructura única regional, con una única Junta de Gobierno.

## Sede
Su sede está en Mérida, en la Avda. Juan Carlos I n.º 39, donde se encuentra el departamento de Relaciones Externas. Cuenta también con oficinas en Badajoz (Pza. de España, 4) y Cáceres (C/General Ezponda). En estas oficinas, se encuentran los departamentos de visado, CAT (Cáceres), DAC (Badajoz) y biblioteca.

## Funciones
Para la consecución de los fines previstos anteriormente, el Colegio Oficial de Arquitectos de Extremadura ejercerá en su ámbito territorial cuantas funciones le asigne la legislación sobre Colegios Profesionales, como son las de: registro, representación, ordenación, servicio, organización y administración